# Emilio Urdapilleta
Emilio Urdapilleta (Buenos Aires, 1924-Ib., 25 de mayo de 2018) fue un actor de cine y teatro argentino.

## Biografía
Se destacó por su versatilidad interpretativa, luciéndose tanto en la comicidad como en el drama, siempre en roles de reparto. Entre los numerosos trabajos actorales que llevó adelante se encuentran las películas La mujer del zapatero con Isabel Sarli y Pepe Arias, dirigida por Armando Bó, Allá donde el viento brama con Fanny Navarro, John Loder y Guillermo Bredeston y Toca para mí con Alejandro Fiore, Hermes Gaido y Oscar Alegre.
En teatro, compartió el escenario con Lolita Torres y Juan Carlos Thorry en el musical Petit Café y trabajó en Ladroncito de mi alma con Lolita Torres, Juan Carlos Mareco y Délfor Medina, entre otros espectáculos.
En el 2015 recibió la medalla por sus 50 años de afiliación a la Asociación Argentina de Actores en la ceremonia de los Premios Podestá realizada en el Congreso de la Nación.
Su hijo es el también actor, músico y director Emilio Urdapilleta Jr.

### Fallecimiento
Udapilleta falleció el 25 de mayo de 2018 a los 94 años de causas naturales. Sus restos descansan en el Panteón de la Asociación Argentina de Actores del Cementerio de La Chacarita.

## Filmografía
- 2015: El desafío como Don Venancio.
- 2001: Tocá para mí.
- 1965: La mujer del zapatero.
- 1963: Allá donde el viento brama.